# Голдвил (Алабама)
Голдвил (енгл. Goldville) град је у америчкој савезној држави Алабама. По попису становништва из 2010. у њему је живело 55 становника.

## Демографија
Према попису становништва из 2010. у граду је живело 55 становника, што је 18 (48,6%) становника више него 2000. године.
| Група             | 2000.       | 2010.      |
| Белци             | 37 (100,0%) | 52 (94,5%) |
| Афроамериканци    | 0 (0,0%)    | 0 (0,0%)   |
| Азијати           | 0 (0,0%)    | 0 (0,0%)   |
| Хиспаноамериканци | 0 (0,0%)    | 3 (5,5%)   |
| Укупно            | 37          | 55         |